# Serradilla
Serradilla és un municipi de la província de Càceres, a la comunitat autònoma espanyola d'Extremadura, que forma part del Parc Nacional de Monfragüe.

## Idioma
Un patrimoni singular és la seva parla característica, derivada de l'idioma extremeny, variant del lleonès oriental.
Cal destacar que des de fa uns anys se celebra el Dia del Habla Serradillana, amb molt bona acollida entre la gent del poble i voltants. En aquesta celebració s'aprofità l'any 2013 per realitzar l'estrena mundial de la pel·lícula 'Territoriu de Bandolerus', una pel·lícula feta i dirigida pel poble de Serradilla i que és el primer llargmetratge realitzat íntegrament en parla extremenya.